# راندي سانت كلير
راندي سانت كلير (بالإنجليزية: Randy St. Claire)‏ هو لاعب كرة قاعدة أمريكي، ولد في 23 أغسطس 1960 في غلينز فولز في الولايات المتحدة.

## وصلات خارجية
- راندي سانت كلير على موقعبيزبول رفرنس.كوم (الدوري الثانوي) (الإنجليزية)
- راندي سانت كلير على موقع مشجعي الرسوم البيانية (الإنجليزية)